# Pierre-Olivier Persin
Pierre-Olivier Persin (Aulnay-sous-Bois, 15 aprile 1974) è un truccatore ed effettista francese, vincitore del Premio Oscar al miglior trucco e acconciatura per The Substance.

## Biografia
Ha iniziato a lavorare come truccatore al cinema nel 1999 con il film Il piccolo ladro di Érick Zonca. Successivamente, ha collaborato a film diretti da Michel Hazanavicius, Robert Guédiguian, Alexandre de La Patellière e Matthieu Delaporte. Nel 2025 ha vinto il Premio Oscar, il Premio BAFTA e il Critics' Choice Awards al miglior trucco e acconciatura per il suo lavoro nel film The Substance di Coralie Fargeat.

## Filmografia

### Truccatore

#### Cinema
- Il piccolo ladro (Le petit voleur), regia di Érick Zonca (1999)
- Les marchands de sable, regia di Pierre Salvadori (2000)
- Bloody Mallory, regia di Julien Magnat (2002)
- Red Siren (La sirène rouge), regia di Olivier Megaton (2002)
- In amore c'è posto per tutti (Après vous...), regia di Pierre Salvadori (2003)
- Luci nella notte, regia di Cédric Kahn (2004)
- Ma mère, regia di Christophe Honoré (2004)
- I tempi che cambiano (Les Temps qui changent), regia di André Téchiné (2004)
- Big Kiss, regia di Billy Zane (2004)
- Avant l'oubli, regia di Augustin Burger (2005)
- Backstage, regia di Emmanuelle Bercot (2005)
- Agente speciale 117 al servizio della Repubblica - Missione Cairo (OSS 117: Le Caire, nid d'espions), regia di Michel Hazanavicius (2006)
- Les aristos, regia di Charlotte de Turckheim (2006)
- L'eletto (Le Concile de pierre), regia di Guillaume Nicloux (2006)
- Pas douce, regia di Jeanne Waltz (2007)
- Inside - À l'intérieur (À l’intérieur), regia di Alexandre Bustillo e Julien Maury (2007)
- Vent mauvais, regia di Stéphane Allagnon (2007)
- Le deuxième souffle, regia di Alain Corneau (2007)
- Lady Jane, regia di Robert Guédiguian (2008)
- Alibi e sospetti (Le Grand Alibi), regia di Pascal Bonitzer (2008)
- Vampire party (Les dents de la nuit), regia di Stephen Cafiero e Vincent Lobelle (2008)
- Kandisha, regia di Jérôme Cohen-Olivar (2008)
- Celle que j'aime, regia di Élie Chouraqui (2009)
- L'Armée du crime, regia di Robert Guédiguian (2009)
- Les Derniers Jours du monde, regia di Arnaud e Jean-Marie Larrieu (2009)
- Orpailleur, regia di Marc Barrat (2009)
- White Material, regia di Claire Denis (2009)
- Rose et noir, regia di Gérard Jugnot (2009)
- Ao, le dernier Néandertal, regia di Jacques Malaterre (2010)
- Uomini di Dio (Des hommes et des dieux), regia di Xavier Beauvois (2010)
- Potiche - La bella statuina (Potiche), regia di François Ozon (2010)
- Il reste du jambon?, regia di Anne Depétrini (2010)
- Au bistro du coin, regia di Charles Nemes (2011)
- Il mio migliore incubo! (Mon pire cauchemar), regia di Anne Fontaine (2011)
- Travolti dalla cicogna (Un heureux événement), regia diRémi Bezançon (2011)
- Sport de filles, regia di Patricia Mazuy (2011)
- After Fall, Winter, regia di Eric Schaeffer (2011)
- Cena tra amici (Le Prénom), regia di Alexandre de La Patellière e Matthieu Delaporte (2012)
- Mauvaise fille, regia di Patrick Mille (2012)
- La mante religieuse, regia di Natalie Saracco (2012)
- Quando meno te l'aspetti (Au bout du conte), regia diAgnès Jaoui (2013)
- Lo sconosciuto del lago (L'Inconnu du lac), regia di Alain Guiraudie (2013)
- La vita di Adele (La Vie d'Adèle - Chapitres 1 & 2), regia di Abdellatif Kechiche (2013)
- World War Z, regia di Marc Forster (2013)
- Rompicapo a New York (Casse-tête chinois), regia diCédric Klapisch (2013)
- Un perfetto sconosciuto (Un illustre inconnu), regia di Matthieu Delaporte (2014)
- Lou! Journal infime, regia di Julien Neel (2014)
- O mamma o papà (Papa ou maman), regia di Martin Bourboulon (2015)
- A testa alta (La Tête haute), regia di Emmanuelle Bercot (2015)
- Mon roi - Il mio re (Mon roi), regia di Maïwenn (2015)
- Une histoire de fou, regia di Robert Guédiguian (2015)
- Cosmos, regia di Andrzej Żuławski (2015)
- Boomerang, regia di François Favrat (2015)
- Babysitting 2, regia di Nicolas Benamou e Philippe Lacheau (2015)
- PPZ - Pride + Prejudice + Zombies (Pride and Prejudice and Zombies), regia di Burr Steers (2016)
- Les naufragés, regia di David Charhon (2016)
- Cuore artico (Le Secret des banquises), regia di Marie Madinier (2016)
- Cessez-le-feu, regia di Emmanuel Courcol (2016)
- 150 milligrammi (La fille de Brest), regia di Emmanuelle Bercot (2016)
- Una famiglia senza freni (À fond), regia di Nicolas Benamou (2016)
- Due fidanzati per Juliette (L'Embarras du choix), regia di Éric Lavaine (2017)
- 50 primavere (Aurore), regia di Blandine Lenoir (2017)
- Sparring, regia di Samuel Jouy (2017)
- Diane a les épaules, regia di Fabien Gorgeart (2017)
- Par instinct, regia di Nathalie Marchak (2017)
- Les Tuche 3, regia di Olivier Baroux (2018)
- Avengers: Infinity War, regia di Anthony e Joe Russo (2018)
- Border - Creature di confine (Gräns), regia di Ali Abbasi (2018)
- Nicky Larson et le parfum de Cupidon, regia di Philippe Lacheau (2018)
- Just a Gigolo, regia di Olivier Baroux (2019)
- L'angle mort, regia di Patrick-Mario Bernard e Pierre Trividic (2019)
- Nel nome della terra (Au nom de la terre), regia di Édouard Bergeon (2019)
- Play, regia di Anthony Marciano (2019)
- Il meglio deve ancora venire (Le meilleur reste à venir), regia di Alexandre de La Patellière e Matthieu Delaporte (2019)
- Il principe dimenticato (Le Prince oublié), regia di Michel Hazanavicius (2020)
- Lo sciame (La nuée), regia di Just Philippot (2020)
- È andato tutto bene (Tout s'est bien passé), regia di François Ozon (2021)
- Bruno Reidal, regia di Vincent Le Port (2021)
- Simone Veil - La donna del secolo (Simone, le voyage du siècle), regia di Olivier Dahan (2022)
- Riabbracciare Parigi (Revoir Paris), regia di Alice Winocour (2022)
- Le Tigre et le président, regia di Jean-Marc Peyrefitte (2022)
- Athena, regia di Romain Gavras (2022)
- Le tourbillon de la vie, regia di Olivier Treiner (2022)
- Acid (Acide), regia di Just Philippot (2023)
- The Substance, regia di Coralie Fargeat (2024)
- Il conte di Montecristo (Le Comte de Monte-Cristo), regia di Alexandre de La Patellière e Matthieu Delaporte (2024)
- Monsieur Aznavour, regia di Mehdi Idir e Grand Corps Malade (2024)

#### Televisione
- Les redoutables - serie TV, 1 episodio (2001)
- Fabio Montale - miniserie TV, (2001)
- Satan refuse du monde, regia di Jacques Renard - film TV (2003)
- Milady, regia di Josée Dayan - film TV (2004)
- Ils voulaient tuer de Gaulle, regia di Jean-Teddy Filippe - film TV (2005)
- Sauveur Giordano - serie TV, episodio 3x01 (2005)
- L'avvelenatrice (Marie Besnard l'empoisonneuse...), regia di Christian Faure - film TV (2006)
- Équipe médicale d'urgence - serie TV, 24 episodi (2006-2010)
- Alì Babà e i 40 ladroni (Ali Baba et les 40 voleurs), regia di Pierre Aknine - film TV (2007)
- Une lumière dans la nuit - serie TV (2008)
- Suite noire - serie TV, episodio 1x02 (2009)
- Chateaubriand, regia di Pierre Aknine - film TV (2010)
- Bella è la vita (Plus belle la vie) - serie TV, episodio 6x232 (2010)
- Les amants naufragés, regia di Jean-Christophe Delpias - film TV (2010)
- Profiling (Profilage) - serie TV, 16 episodi (2010-2014)
- Le temps du silence, regia di Franck Apprederis - film TV (2011)
- Mort d'un président, regia di Pierre Aknine - film TV (2011)
- Antigone 34 - serie TV, 4 episodi (2012)
- Cherif - serie TV, episodio 2x05 (2016)
- La main du mal - serie TV (2016)
- Au-delà des murs - miniserie TV, 3 episodi (2016)
- Il Trono di Spade (Game of Thrones) - serie TV, 4 episodi (2016-2019)
- Les témoins - serie TV, 5 episodi (2017)
- Krypton - serie TV, 2 episodi (2018)
- Jonas, regia di Christophe Charrier - film TV (2018)
- Ma mère, le crabe et moi, regia di Yann Samuell - film TV (2018)
- Stephen King: raccontare il male (Stephen King: Le mal nécessaire), regia di Julien Dupuy - film (2020)
- A un passo dalla verità (La traque), regia di Yves Rénier - film TV (2021)
- À La folie, regia di Andréa Bescond e Eric Métayer - film TV (2021)
- The Serpent Queen - serie TV, episodio 1x03 (2022)
- Notre-Dame - miniserie TV, episodio 1x01 (2022)
- Le mille vite di Bernard Tapie (Tapie) - miniserie TV, 7 episodi (2023)
- I leoni di Sicilia - serie TV, 2 episodi (2023)
- The New Look - serie TV, episodio 1x01 (2024)

#### Cortometraggi
- Atomic Spot, regia di Stéphanie Cabdevila (2018)

### Effettista

#### Cinema
- Amanti criminali (Les amants criminels), regia di François Ozon (1999)
- Striptease. Attrazione mortale (Franck Spadone), regia di Richard Bean (1999)
- Il silenzio dopo lo sparo (Die Stille nach dem Schuss), regia di Volker Schlöndorff (2000)
- À l'attaque!, regia di Robert Guédiguian (2000)
- La ville est tranquille, regia di Robert Guédiguian (2000)
- Roberto Succo, regia di Cédric Kahn (2001)
- Rincorsa (Cavale), regia di Lucas Belvaux (2002)
- Sa Majesté Minor, regia di Jean-Jacques Annaud (2007)
- Fadhma N'Soumer, regia di Belkacem Hadjadj (2014)

#### Televisione
- Mon père, Francis le Belge, regia di Frédéric Balekdjian - film TV (2010)
- Meurtre en trois actes, regia di Claude Mouriéras - film TV (2013)
- Les Bracelets Rouges - serie TV, 6 episodi (2017-2018)

## Riconoscimenti
- Premio Oscar
  - 2025 - Miglior trucco e acconciatura per The Substance
- Premi BAFTA
  - 2025 - Miglior trucco e acconciatura per The Substance
- Critics' Choice Awards
  - 2025 - Miglior trucco e acconciatura per The Substance
  - 2025 - Candidatura ai migliori effetti speciali per The Substance
- Saturn Award
  - 2025 - Miglior trucco per The Substance